# Julie Berman
Julie Marie Berman (* 3. November 1983 in Los Angeles, Kalifornien) ist eine US-amerikanische Schauspielerin.

## Leben
Berman wurde 1983 als einzige Tochter von Peter und Reneé Berman in Los Angeles geboren. Sie hat zwei Brüder. Bereits im Alter von 6 Jahren begann sie zu schauspielern. Zu der Zeit hauptsächlich in Werbespots, bis heute war sie in über 100 zu sehen.
Ihren Durchbruch schaffte sie 1997 in der Serie Eine himmlische Familie, in der sie über 2 Jahre die Nebenrolle Shelby Connor verkörperte. Außerdem war sie in diversen anderen Serien wie Emergency Room – Die Notaufnahme und Boston Public in Nebenrollen zu sehen. Seit 2005 spielt sie außerdem in General Hospital die Rolle der Lesley Lu ‚Lulu‘ Spencer. Für diese Rolle wurde sie 2007 für einen Daytime Emmy in Kategorie Outstanding Younger Actress nominiert.
2002 machte die 1,60 m große Berman ihren Abschluss an der Marymount High School in Los Angeles. Seitdem studierte sie an der University of Southern California (USC) Kino und Fernsehen und machte 2006 auch dort ihren Abschluss.

## Filmografie (Auswahl)
- 1997–1999: Eine himmlische Familie (7th Heaven, Fernsehserie, sieben Folgen)
- 1999: Spurlos verschwunden – Eine Mutter gibt nicht auf (Vanished Without a Trace, Fernsehfilm)
- 1999–2000: Noch mal mit Gefühl (Once and Again, Fernsehserie, sechs Folgen)
- 2000: Emergency Room – Die Notaufnahme (ER, Fernsehserie, Folge 6x19)
- 2002: Boston Public (Fernsehserie, Folge 3x02)
- 2003: Remembering Charlie (Fernsehfilm)
- 2005: Nemesis – Der Angriff (Threshold, Fernsehserie, Folge 1x03)
- 2005–2013: General Hospital (Fernsehserie, 1062 Folgen)
- 2007: General Hospital: Night Shift (Fernsehserie, Folge 1x03)
- 2011: Sand Sharks (Fernsehfilm)
- 2012: The March Sisters at Christmas (Fernsehfilm)
- 2013: Bucket & Skinner (Bucket & Skinner’s Epic Adventures, Fernsehserie, Folge 1x25)
- 2013: Two and a Half Men (Fernsehserie, Folge 10x22)
- 2014: Jane the Virgin (Fernsehserie, Folge 1x08)
- 2015–2016: Chicago Med (Fernsehserie, Folge 1x03-1x05, 1x07-1x11)